# Rosa Achenbach
Rosa Achenbach (* 6. Dezember 1815 in Pirmasens; † Dezember 1890 in Rochester, New York) war eine deutsche Landschafts- und Bildnismalerin.

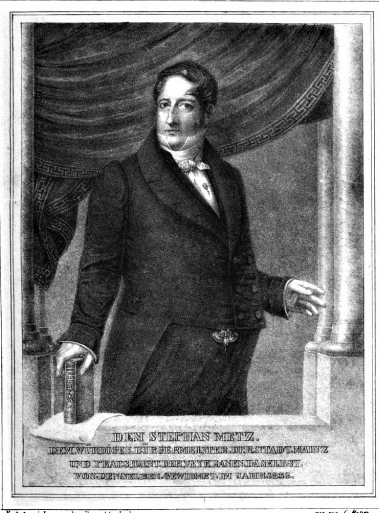
C. Meyer nach Rosa Achenbach, Bildnis Stephan Metz, Bürgermeister von Mainz

## Leben
Rosa Achenbach war das jüngste von sechs Kindern des Pirmasenser Handelsmanns und Schreiners Johann Hermann Achenbach und seiner Ehefrau Maria Magdalena, geborene Nies. Nach dem Tod des Vaters, 1828, kam sie Anfang der 1830er Jahre zu ihrer Tante, Anna Maria Achenbach, nach Mainz. Hier wurde sie Schülerin des Zeichenlehrers, Malers und Schriftstellers Nikolaus Müller, der 1837 in zweiter Ehe die Tante heiratete. Am 30. Oktober 1839 ging Rosa Achenbach die Ehe mit dem Maler und Turnlehrer Johann Eduard Baptist Müller, Sohn der ersten Ehe von Nikolaus Müller, ein. Mainzer Adressbücher listen Rosa Achenbach, Maler (1836 und 1839) unter der Adresse ihres Lehrers Nikolaus Müller. 1842, 1843 und 1846 ist Johann Baptist Eduard Müller, Professor der Turn-Anstalt bzw. Turnlehrer und Maler, in der Unteren Gaugasse verzeichnet; 1853 lediglich Müller, Rosa, Malerin. Ein späterer Eintrag findet sich im Mainzer Adressbuch von 1860: Müller, Johann Baptist Eduard, Maler, Ehefrau, Gaustraße. Dem Nachruf der noch in Mainz am 22. August 1851 geborenen Tochter Flora, verheiratet mit dem Verleger der „Abendpost“, Julius Stoll (1845–1937) in Rochester, New York, USA, verstorben am 13. Dezember 1928 in Rochester, ist zu entnehmen, dass diese – und demnach auch die Eltern, Rosa und Eduard Müller – 1862 in die Vereinigten Staaten kamen.
Bereits 1833 war Rosa Achenbach in einer Mainzer Ausstellung vertreten, die sowohl Arbeiten des Lehrers als auch eines weiteren Schülers – Christian Philipp Zucchi (Mainz 1811–1889 Leipzig) – zeigte. Außer vereinzelten Landschaftsbildern, deren Titel auf einen möglichen Italienaufenthalt der Künstlerin schließen lassen, sind von ihr aus den 1830er Jahren Bildnisse überliefert, die Persönlichkeiten aus Kultur und Lokalpolitik der Stadt Mainz darstellen. Ihre im Mainzer Kunstverein ausgestellten Porträts, darunter die ihres Lehrers Nikolaus Müller, der Sängerin Sabine Heinefetter und des Mainzer Bürgermeisters Stephan Metz, wurden positiv aufgenommen. Ihr Selbstbildnis im 20. Jahr, demnach 1834/35 entstanden, zeigte sie 1837 im Karlsruher Kunstverein. In Karlsruhe war auch ihre populäre Kopie nach Joseph Karl Stielers Schutzengel ausgestellt. Von ihrem künstlerischen Schaffen, zu dem auch Miniaturen, Kohle- und Kreidezeichnungen gehörten, ist nur Weniges nachweisbar.

## Werke
- Die Insel Capri nach Sonnenaufgang. Wanderausstellung des Rheinischen Kunstvereins 1837.
- Romantische Landschaft in der Campagna. Gouache auf Papier, 29,5 × 41,5 cm (Kunsthandel 2004).

Bildnisse:
- Selbstbildnis im 20. Jahr, 1834/35
- Bildnis Nikolaus Müller, um 1835
- Bildnis des Hofrats Franz Wilhelm Jung, um 1835; ehemals Gemäldesammlung Mainz[10]
- Bildnis des Kunstvereins-Präsidenten Professor Braun, 1834 (posthum; nach Gemälde des Darmstädter Galeriedirektors Herbert Müller); Mainz, Mittelrheinisches Landesmuseum[11]
- Bildnis der Sängerin Sabine Heinefetter, 1835; ehemals Mainz, Mittelrheinisches Landesmuseum[12][13]
- Bildnis Stephan Metz, Bürgermeister von Mainz 1834–1836.[14]
- Bildnis Peter Schneider (* 1796); ehemals Mainz, Mittelrheinisches Landesmuseum[15]